# Joseph Ney Babson
Joseph Ney Babson (Pigeon Cove, 26 dicembre 1852 – Seattle, 20 dicembre 1929) è stato un compositore di scacchi statunitense.
Compose soprattutto problemi di automatto e problemi condizionati, a cui diede nomi particolari: « il Megaterio », un automatto condizionato in 380 mosse; « l'Obelisco », un problema diretto in 1220 mosse in cui il bianco, prima di dare matto, deve costringere il Cavallo nero a compiere tre giri completi della scacchiera; « il Caleidoscopio », un diretto in 11 mosse che nello stesso tempo è anche un automatto, da risolvere sia con mossa al bianco che al nero; « il Colosso », un diretto in 1900 mosse su una scacchiera di 100 case (10 x 10) con vari pedoni e pezzi aggiunti.
Fu redattore della rivista statunitense Brentano's Chess Monthly nel 1881-1882. Di professione era un rappresentante di commercio.

## Il Babson Task
Il nome di Joseph Ney Babson è legato al «Babson Task», un celebre tema problemistico che prevede le seguenti condizioni:
1. Il Bianco muove;
2. Il Nero si difende promuovendo un pedone a Donna, o a Torre, o ad Alfiere, o a Cavallo;
3. Il Bianco risponde promuovendo un proprio pedone allo stesso pezzo scelto dal nero per la promozione;
4. La sequenza prosegue per n mosse, al termine delle quali il Bianco deve raggiungere la stipulazione.

Inoltre, devono essere rispettate altre condizioni "minori":
1. Sia il Bianco sia il Nero devono promuovere sempre lo stesso pedone e sempre nella stessa casa, in ogni variante.
2. La contro-promozione bianca deve avvenire alla mossa immediatamente successiva alla promozione nera, in ogni variante.
3. Il fatto che il Bianco sia "costretto" a rispondere con la contropromozione analoga a quella del Nero non è "imposto" dal tema come condizione arbitraria, ma rappresenta l'unico modo possibile per il Bianco di raggiungere l'enunciato.

Il tema, considerato tra i più difficili e ambiziosi della composizione scacchistica, venne proposto inizialmente da Babson per problemi di automatto, di cui pubblicò vari esempi tra cui uno già nel 1913, ma egli non lo risolse mai nella forma diretta ("Il Bianco muove e matta in N mosse"). Per circa mezzo secolo fu considerato impossibile costruire un problema diretto con quattro diverse promozioni.

## Tentativi di realizzazione in un problema diretto
Nel 1912 il compositore tedesco-rumeno Wolfgang Pauly riuscì a comporre un problema con un tema Babson parziale (3/4), un matto in quattro mosse con tre diverse promozioni mutuamente corrispondenti (a Donna, Torre e Cavallo).
Nel 1972 il compositore svedese Bo Lindgren riuscì a ottenere un pseudo-tema Babson in un matto in cinque mosse, in quanto la variante con promozione a Cavallo violava la regola secondo cui le contropromozioni bianche devono avvenire immediatamente dopo le promozioni nere.
Nel 1980 il francese Pierre Drumare, dopo 20 anni di tentativi, compose un problema diretto con il tema Babson completo, cioè con quattro diverse promozioni, ma con una posizione illegale e facente uso di sei pezzi promossi. Drumare ammise di non essere soddisfatto del risultato ottenuto, e dopo altri due anni, abbandonò il tema poiché lo ritenne impossibile da realizzare in forma corretta. Nel 1982, anche Peter Hoffmann ottenne un Babson Task completo in un matto in quattro mosse, ma anch'esso in posizione illegale, oltre che facente uso di quattro pezzi da promozione.
Un anno dopo, nel marzo 1983, il russo Leonid Yarosh, un allenatore di calcio virtualmente sconosciuto nella comunità problemistica, fu il primo a comporre un Babson completo, un matto in quattro mosse con una posizione legale ed economica, che venne poi ulteriormente migliorata nell'agosto 1983. In seguito furono composti altri problemi Babson, specialmente da Peter Hoffmann, che si specializzò in questo tema e fu anche il primo a ottenere le quattro promozioni in forma ciclica (secondo uno schema AB-BC-CD-DA). Dopo aver visto il problema di Yarosh, anche Pierre Drumare riuscì infine nell'impresa, realizzando un Babson completo nell'anno 1985. 

## Babson Task in uno studio
Nel 1981, il compositore israelo-americano Gady Costeff aveva già ottenuto un Babson parziale in uno studio (3/4 del tema). Altri compositori, similmente, ottennero solo versioni parziali, spesso fallendo nell'integrare la promozione a Torre.
Solo nell'ottobre 2024, sempre Gady Costeff pubblicò su EG n. 238 un Babson completo in uno studio, analiticamente corretto, ma in posizione illegale e con uso di pezzi promossi. Costeff compose tale schema nel 2011, ma non riuscendo a trovare una valida correzione all'illegalità nonostante più di dieci anni di tentativi, decise di pubblicarlo ugualmente fuori concorso, dando così ad altri compositori un input per cercare una realizzazione corretta e definitiva.
Nel gennaio 2025, sempre su EG, il compositore italiano Daniele Guglielmo Gatti pubblicò uno studio con il Babson Task completo, questa volta in posizione legale e senza alcun pezzo promosso, migliorando anche l'economia. Il compositore dichiarò di aver lavorato per circa 45 giorni a partire dalla posizione mostrata da Costeff, dedicando poi al medesimo il risultato ottenuto.